# پناهگاه حیات وحش دشت سوتاو
پناهگاه حیات وحش دشت سوتاو یک پناهگاه حیات  وحش با مساحت ۴۸۸۸ هکتار است که در استان آذربایجان غربی در ایران قرار دارد. این پناهگاه حیات  وحش طبق مصوبهٔ شمارهٔ ۶۲۰ در تاریخ ۹۹/۱۱/۰۶ در فهرست مناطق تحت حفاظت سازمان محیط زیست ایران قرار گرفت.